# Scrophularia valida
Scrophularia valida är en flenörtsväxtart som beskrevs av Hans Rudolph Jürke Grau. Scrophularia valida ingår i släktet flenörter, och familjen flenörtsväxter. Inga underarter finns listade i Catalogue of Life.